# 322 (numero)
Trecentoventidue (322) è il numero naturale dopo il 321 e prima del 323.

## Proprietà matematiche
- È un numero pari.
- È un numero composto con 8 divisori: 1, 2, 7, 14, 23, 46, 161, 322. Poiché la somma dei suoi divisori (escluso il numero stesso) è 254 < 322, è un numero difettivo.
- È un numero 17-gonale.
- È un numero di Harshad (in base 10), cioè è divisibile per la somma delle sue cifre.
- È il tredicesimo numero della successione di Lucas, dopo il 199 e prima del 521.
- È un numero sfenico.
- È parte delle terne pitagoriche (322, 480, 578), (322, 1104, 1150), (322, 3696, 3710), (322, 25920, 25922).
- È un numero intoccabile.
- È un numero palindromo e un numero a cifra ripetuta nel sistema di numerazione posizionale a base 22 (EE).
- È un numero nontotiente (per cui la equazione φ(x) = n non ha soluzione).
- È un numero intero privo di quadrati.
- È il più piccolo numero naturale che elevato al cubo inizia con 3 cifre uguali (3223 = 33386248).

## Astronomia
- 322P/SOHO è una cometa periodica del sistema solare.
- 322 Phaeo è un asteroide della fascia principale del sistema solare.

## Astronautica
- Cosmos 322 è un satellite artificiale russo.

## Altri ambiti
- 322 rappresenta “il culto di Satana“ (con riferimento a Genesi 3, 22).
- 322 è il numero della società segreta Skull&Bones.